# Danse standard thaïlandaise
 (juillet 2024).
Si vous disposez d'ouvrages ou d'articles de référence ou si vous connaissez des sites web de qualité traitant du thème abordé ici, merci de compléter l'article en donnant les références utiles à sa vérifiabilité et en les liant à la section « Notes et références ».

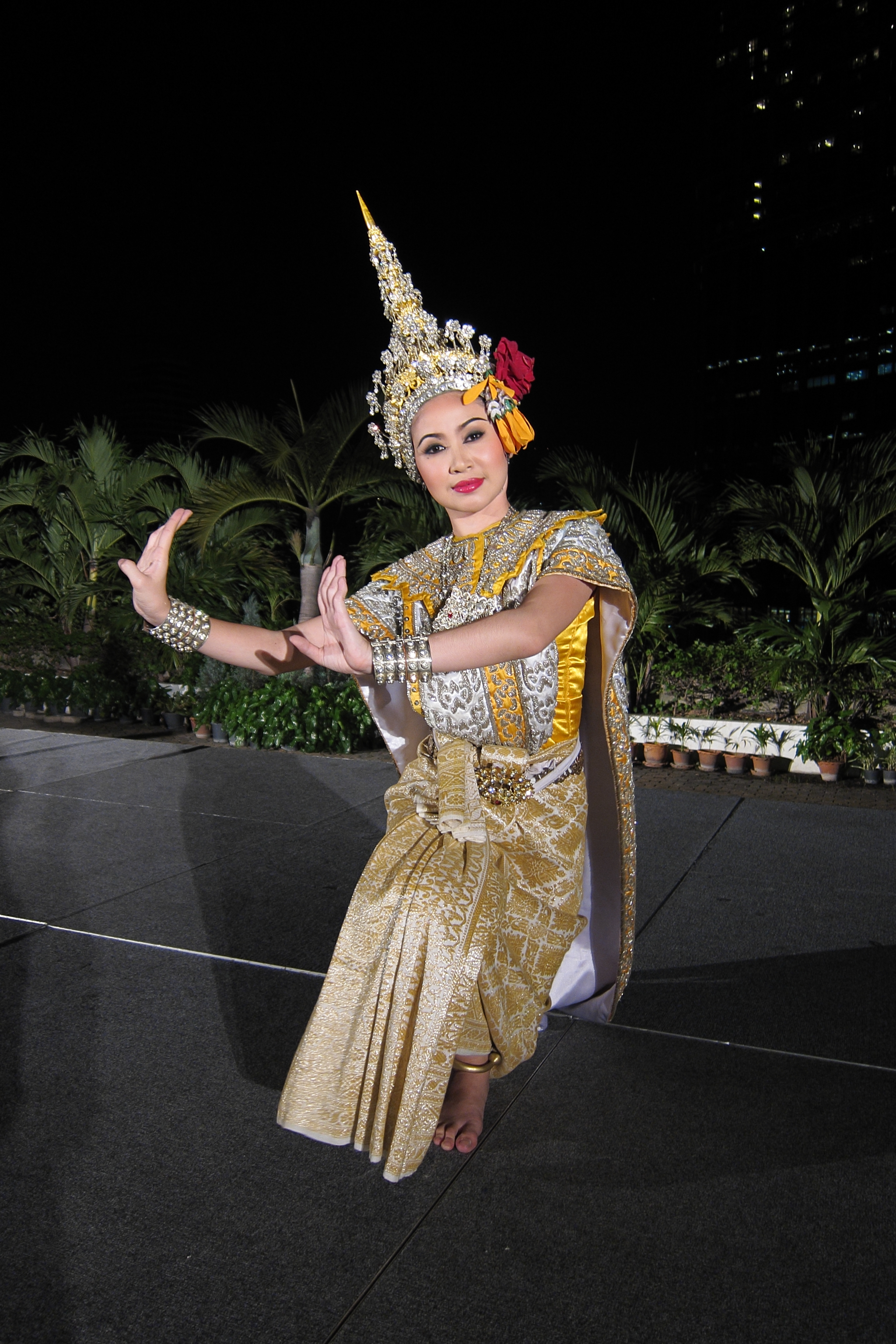
Danseuse thaïlandaise

La danse standard Ram Wong (thaï : รำวง ; API : [rām.wōŋ] ; litt. danse en cercle) est un spectacle issu du Ram Thon (thaï :รำโทน) , qui est la danse et le chant des villageois. Cette danse se caractérise par des couples de danseurs dansant par deux ou en cercle autour d'un mortier de riz placé à l'envers. Le ton de l'instrument de musique marque le rythme. Le style de danse et de chant produit dépend de l'habileté des danseurs, aucun schéma n'est imposé. Dans certains cas il s'agit de  danses et de chants improvisés, axés principalement sur le plaisir et la joie, comme les chansons Chor Mali, Yuan Ya Le, Really Handsome Na Dara, Ta Mong Ta. 
En 1944, sous l'impulsion du maréchal Palek Pibulsongkram, alors Premier ministre thaïlandais, le Gouvernement reconnaît l'importance de généraliser au niveau national des danses et des festivités populaires. Constatant que les Thaïlandais aimaient pratiquer la danse du Ram Thon, les instances nationales ont souhaité officialiser une chorégraphie afin que cette danse soit constituée de mouvements et de chants harmonisés. La recherche de l'esthétique des costumes complète le tableau. 
Ainsi, le département des Beaux-Arts a été chargé d’améliorer le Ram Thon afin de l'élever au rang de danse standard. 
L'improvisation cède la place à l'écriture d'un socle commun de paroles, de mélodies et de mouvements de danse, déclinés ensuite de manière différente pour chaque chanson.